# Harpacticus poppei
Harpacticus poppei är en kräftdjursart som beskrevs av Richard 1897. Harpacticus poppei ingår i släktet Harpacticus och familjen Harpacticidae. Inga underarter finns listade i Catalogue of Life.